# Dagmar (Zorn)

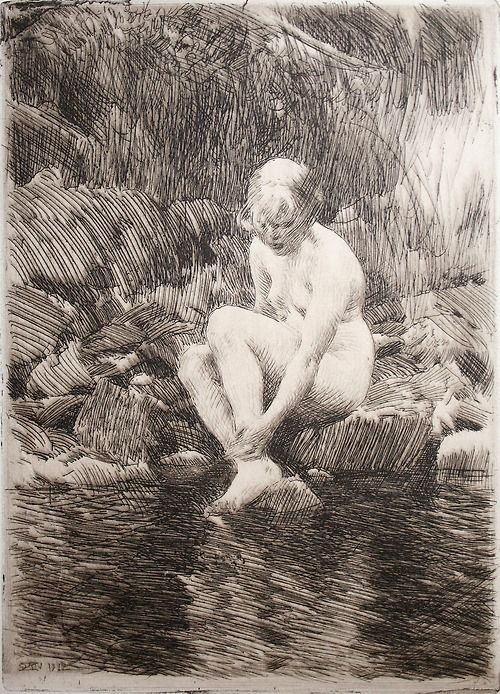
Etsning av Dagmar.

Dagmar är en oljemålning på duk av Anders Zorn. Den utfördes 1911 och är i privat ägo.
Målningen skildrar en naken kvinna som likt en nymf sitter på en sten i vattenbrynet, försjunken i tankar och betraktande sin spegelbild. Klippornas mjuka färgnyanser och den grönskande naturen bakom henne tar upp tonerna i hennes hud. Det finns ingen uttalat erotiskt hos modellen, men kvinnans sinnliga kropp lockar ändå betraktaren att titta på målningen. 
Zorns dansande pensel och stämningsfulla ljus förenar honom med impressionisterna, men den fasta formen, lyskraften och den naturliga känslan, som ses i den här målningen, är karaktäristiskt för det skandinaviska sekelskiftesmåleriet.
Zorn var även intresserad av grafik, och han har gjort en etsning av det här motivet. 